# Vallejuelo
Vallejuelo es una entidad local menor, formada por una sola localidad con el mismo nombre situada en la provincia de Burgos, comunidad autónoma de Castilla y León (España), comarca de Las Merindades, partido judicial de Villarcayo, ayuntamiento de Valle de Mena.

## Geografía
En la vertiente cantábrica de la provincia, bañada por el Río Cadagua, al sur de la depresión entre la sierra de Ordunte al norte y los montes de La Peña al sur, donde se encuentra el Lugar de Importancia Comunitaria conocido como los Bosques del Valle de Mena; a 37 km de Villarcayo, cabeza de partido, y a 112 de Burgos. 
Comunicaciones: En la carretera local BU-V-5437 entre las localidades de Siones y Sopeñano y a 2 km de la línea de autobuses de Burgos a Bilbao. Estación El Vigo-Siones en la línea de ferrocarril Bilbao La Robla, a 2 km.

## Situación administrativa
En las elecciones locales de 2011 correspondientes a esta entidad local menor concurren dos candidaturas encabezada una por María Consuelo González Pérez (PP) que obtiene 5 votos, y otra por José Antonio Fernández Conde (PSOE) que recibe 8 votos, por lo que resultado elegido alcalde pedáneo este último.

## Demografía
En el censo de 1950 contaba con 72 habitantes, reducidos a 27 en 2004, 28 en 2007.

## Historia
Lugar en el Valle de Mena, perteneciente al partido de Laredo, jurisdicción de realengo, con alcalde ordinario.
A la caída del Antiguo Régimen queda agregado al ayuntamiento constitucional de Valle de Mena , en el partido de Villarcayo perteneciente a la región de Castilla la Vieja.

## Patrimonio

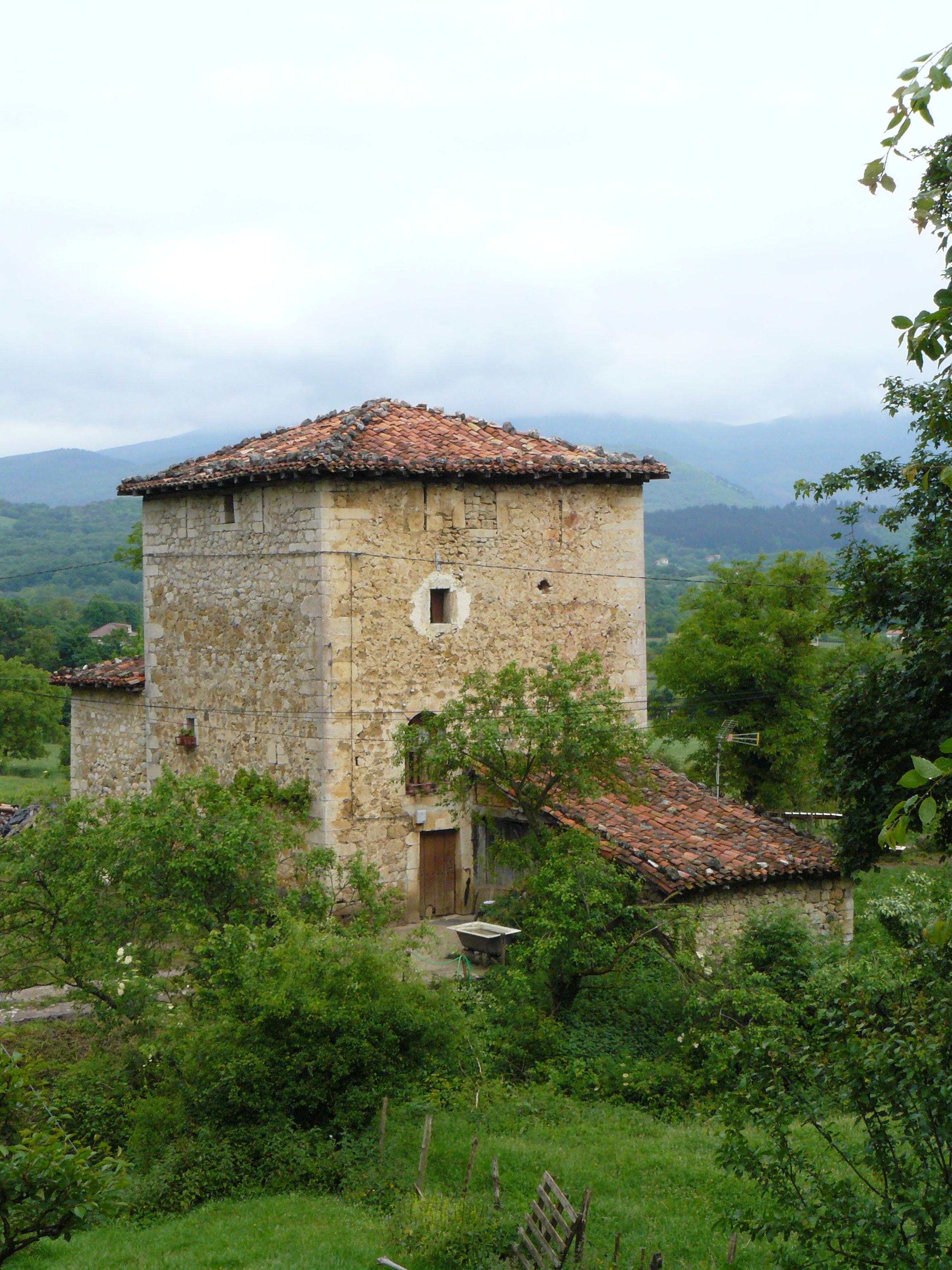
Torre de los Vallejo, siglo XV, en Vallejuelo.

Iglesia de San Esteban, Torre-casona junto a la carretera y fuente-abrevadero.